# Ivo Bischofberger

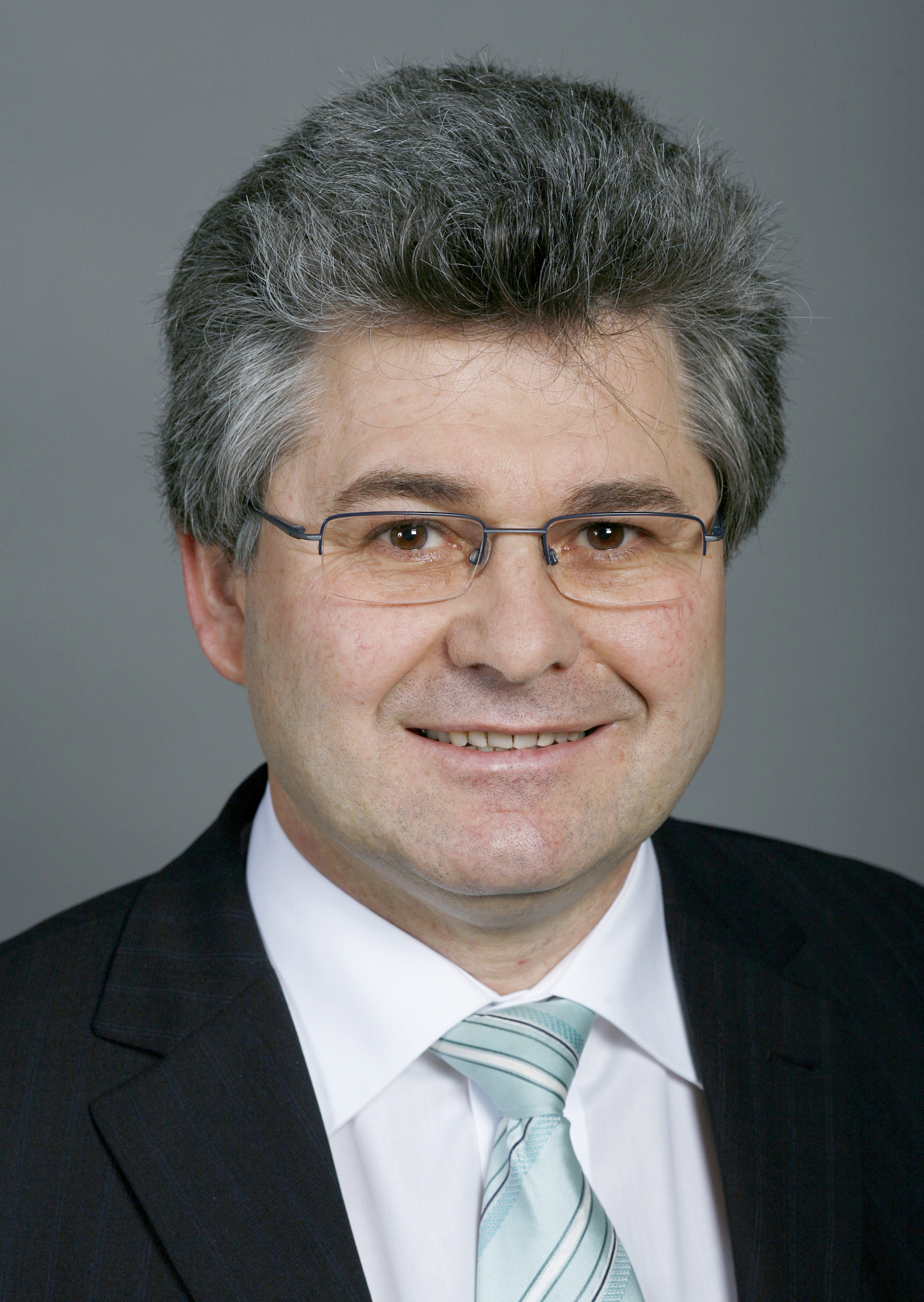
Ivo Bischofberger

Ivo Bischofberger (* 24. Februar 1958 in Heiden; heimatberechtigt in Oberegg) ist ein Schweizer Politiker (CVP) und ehemaliges Mitglied des Ständerats.

## Leben
Ivo Bischofberger wuchs in Oberegg zusammen mit drei Geschwistern auf. Er wurde Gemeindeschreibers Ivo genannt, weil sein Vater und sein Grossvater Bezirksschreiber gewesen waren. Für die Kantonsschule zog er ins Internat des Kollegiums St. Antonius in Appenzell. Danach studierte er in Zürich und Konstanz Geschichte, Germanistik, Englische Literatur und Politologie und doktorierte zum Thema Grenzstreitigkeiten zwischen Appenzell Ausser- und Innerrhoden. Er kehrte als Lehrer ans Gymnasium Appenzell zurück und war während zwölf Jahren, bis Ende Schuljahr 2011/2012, dessen Rektor.
Von 1986 bis 1992 sass er im Gericht des Bezirks Oberegg und von 1992 bis 2008 im Gericht des Kantons Appenzell Innerrhoden. Er war zudem von 1993 bis 2008 Präsident des Kantonsgerichts.
Am 29. April 2007 wurde der politische Quereinsteiger im vierten Wahlgang von der Landsgemeinde des Kantons Appenzell Innerrhoden zum neuen Ständerat gewählt. Er war Nachfolger von Carlo Schmid-Sutter (CVP). Bischofberger war der erste Innerrhoder Ständerat, der nicht auch noch Mitglied der Standeskommission (Kantonsregierung) war.
Im Ständerat machte er sich besonders als Präsident der Kommission für Umwelt, Raumplanung und Energie einen Namen. Bei seinen Interessenbindungen sorgte seine Mitgliedschaft in der «Groupe de réflexion santé» der Krankenkasse Groupe Mutuel für Kritik. Im Mai 2018 übernahm er von Rolf Büttiker das Amt des Präsidenten des Schweizer Fleisch-Fachverbandes (SFF). Im Mai 2024 hat er dieses Amt an Damian Müller abgegeben.
Zu Beginn der Wintersession 2016 wurde Ivo Bischofberger zum Ständeratspräsidenten gewählt.
2019 trat er als Ständerat zurück.
Bischofberger wohnt in Oberegg und ist verheiratet.

## Werke
- Grenzstreitigkeiten zwischen Appenzell Ausser- und Innerrhoden. Verlag Appenzell, Vertrieb Druckerei Appenzeller Volksfreund, 1990, 255 S., ISBN 978-3-95200241-4 (zugl. Diss. phil. I), Zürich 1989.